# Danny de Jong (GTST)
Danny de Jong is een personage uit de Nederlandse soapserie Goede tijden, slechte tijden. Hij werd van 12 februari 2009 tot en met 1 maart 2012 gespeeld door Jan Kooijman.

## Achtergrond
Vanwege de dalende kijkcijfers in het seizoen 2007-2008 werd acteur Koert-Jan de Bruijn gedwongen om in september 2008 afscheid te nemen van de soap. Zijn karakter Dennis (2002-2008) maakte deel uit van de familie Alberts en de schrijvers waren van mening dat de familiaire verhoudingen tussen de familie Alberts te ongeloofwaardig waren geworden. Dennis was bijvoorbeeld getrouwd geweest met zijn moeder Laura en zijn zoon Noud scheelde amper tien jaar met hem. Dennis had gedurende zijn verblijf in de serie de rol van meest gewilde man gespeeld. Met het wegvallen van Dennis moest worden gezocht naar een nieuwe meest gewilde man. In acteur Jan Kooijman werd een nieuwe hunk gevonden. 
Vanwege de emigratie van actrice Sabine Koning (Anita Dendermonde, 1992-2009) was het personage Rik de Jong alleen komen te staan in de serie. De schrijvers besloten dat acteur Jan Kooijman de rol van Danny de Jong zou gaan spelen, zodat de rol van Rik weer meer in de serie kon worden betrokken. 

## Geschiedenis
Danny was de tweede zoon van Bert en Maria de Jong, en het jongere broertje van Rik de Jong. De thuissituatie van de familie De Jong was uitermate slecht. Bert mishandelde zijn vrouw regelmatig, en ook Rik kwam er aan te pas wanneer hij zijn moeder wilde beschermen. Danny was de enige die vrij bleef van de klappen, voornamelijk omdat Rik die ook voor hem opving. Waar zijn relatie met zijn ouders slecht was, was hij close met Rik.
Uiteindelijk werd de situatie thuis zo erg dat de Kinderbescherming langskwam, en Danny, die toen nog 12 was, uit huis plaatste en onderbrachten in een pleeggezin. Rik was toen al meerderjarig en koos ervoor om thuis te blijven wonen en zijn moeder te helpen en beschermen. Hoewel hij zijn best deed om contact te houden met Danny, werden zijn brieven nooit beantwoord en na verloop van tijd gaf hij op. Danny bleek wel alle brieven binnen te hebben gekregen, maar was bang om ze lezen, in de angst dat er iets in zou staan over wat Rik of hun moeder zou kunnen zijn overkomen. Hij bewaarde ze echter wel allemaal. Danny bleek een vrij moeilijk kind te zijn. Hij ging van het ene pleeggezin naar het volgende, en toen hij eenmaal 18 was, vertrok hij om op zichzelf te gaan wonen.
Danny voelt zich een tijdlang ongelukkig, tot hij Iris ontmoet. Hij krijgt een relatie met haar en zijn een tijdlang gelukkig samen. Dan komt Iris onverwachts te overlijden en stort zijn wereld in. Hij slaat helemaal door en verandert in een player, waardoor Nuran Baydar na een onenightstand zwanger van hem wordt. Samen besluiten ze dit kind weg te laten halen. In een poging om zijn verdriet om Iris een plek te geven schrijft hij een boek over Iris en hun liefde. Duizend tranen.

## Verhaal
Het boek wordt maanden later gezien en gekocht door Anita Dendermonde. Anita, die inmiddels getrouwd was met Rik en een dochter met hem had, herkende de naam en was er bijna zeker van dat dit de broer van Rik was. Ze spoorde Rik enkele malen aan om zijn broer op te zoeken, en na enig aandringen begon Rik er zelf ook over na te denken. Toen werd Anita onverwachts aangereden en overleed ze niet veel later aan haar verwondingen. Gebroken door het verlies van Anita weigerde Rik enige hulp en hij wilde al helemaal geen contact met Danny.
Charlie, Anita's beste vriendin, had Anita voor haar dood beloofd om voor Rik te zorgen en besloot dan ook om toch Danny's adres te achterhalen. Ze wist contact met hem te krijgen, maar Danny ging er niet mee akkoord toen hij merkte dat Rik hier niets van afwist. Hij veranderde later toch van gedachte en vroeg Charlie of hij langs kon komen. Niet veel later werden Danny en Rik na 15 jaar herenigd. Hoewel Rik nog een wrok voelde over de manier waarop ze contact verloren waren, was hij blij zijn broer te zien en nodigde hem uit om bij hen te wonen, wat Danny aannam.
Tijdens zijn verblijf in Meerdijk wist Danny direct al de aandacht te trekken van zowel Charlie als Ronja Huygens. Beide dames werden smoorverliefd op hem en gingen een onderlinge strijd met elkaar aan over wie hem "mocht hebben." Charlie ging hier echter heel ver in en loog zowel tegen Ronja als Danny over haarzelf, iets wat Danny niet kon waarderen en hij maakte het haar ook duidelijk dat hij totaal niet geïnteresseerd was in haar of een relatie in het algemeen. Hij ontmoette ook Sjors Langeveld, die zijn boek afkraakte zonder dat ze wist wie hij was. Hoewel hij haar kritiek niet kon waarderen, was hij toch onder de indruk van haar en nam dan ook dankbaar haar hulp aan bij het schrijven van zijn volgende boek.
Na enkele malen een verleidingspoging van Charlie te hebben afgewezen, gaat Danny wel in op de avances van Ronja, en ze krijgen een relatie. Danny lijkt gelukkig te zijn, maar hij begrijpt er niets van als Sjors plotseling uit het niets wil stoppen met hun samenwerking en ook hun beginnende vriendschap afbreekt. Ze wordt afstandelijk, maar Danny denkt dat het wel over gaat en houdt zich meer bezig met Ronja, wiens broer Dex tijdens de grote explosie in Teluma ook gewond is geraakt. Nu Teluma geen onderdak meer kan bieden aan de inwoners, nodigt Ronja Sjors uit om tijdelijk bij haar te logeren. Net een week daarvoor heeft Danny knallende ruzie met Rik gehad en is het huis uitgeschopt en woont daarom ook bij Ronja. Hij en Sjors hebben enkele gesprekken over hun verleden, maar Sjors wordt opnieuw afstandelijk en vertrekt zelfs halsoverkop uit huis om bij haar broer te gaan wonen.
In de dagen erna merkt Danny dat Ronja's gedrag steeds meer verandert, en ook Charlie doet erg geheimzinnig. Charlie vertelt Danny uiteindelijk dat Sjors verliefd op hem is geworden, en dat ze daarom afstand heeft genomen. Danny confronteert Sjors hier onmiddellijk mee, en ondanks het feit dat zij juist uit zijn buurt wil blijven omwille van Ronja, smeekt hij haar om aan zijn boek te blijven werken, wat ze uiteindelijk doet op aanraden van Ronja, die wil laten zien dat ze haar vriend best vrij kan laten. Danny en Sjors blijven aan het boek werken, maar van een vriendschap is geen sprake meer. Voor Danny wordt het uiteindelijk te veel wanneer Ronja hem opbiecht dat ze stikjaloers is en zo onzeker dat ze het liefst vierentwintig uur per dag bij hem wil zijn en al zijn sms'jes en mailtjes wil lezen om zeker te zijn dat hij niet vreemdgaat. Danny maakt het uit met Ronja en besluit even afstand te nemen van relaties. Maar Ronja laat het hierbij niet zitten. Als ze elkaar tegenkomen wordt Ronja zo boos dat ze Danny keihard in zijn ballen schopt.
Ondertussen blijven hij en Sjors wel verder werken aan het boek en ontwikkelen ze toch weer vriendschap met elkaar. Wanneer het boek af is en toestemming heeft gekregen om te worden uit gegeven, trakteert Danny Sjors op een diner om het te vieren, waarbij ze een ongemakkelijk gesprek hebben over hun gevoelens. Sjors wordt later woedend wanneer ze ontdekt dat Danny zijn boek heeft opgedragen aan haar, en maakt hem duidelijk dat ze niet meer naar zijn boekpresentatie komt. Danny geeft later aan Jef toe dat hij verliefd is geworden op Sjors, en dat hij het daarom niet ziet zitten om nog naar zijn boekpresentatie te gaan, nu Sjors ook niet meer komt. Jef en Rik proberen beiden Danny over te halen om iets met zijn gevoelens te doen, aangezien Sjors ook verliefd op hem is. Danny ontdekt op de boekpresentatie zelf dat Sjors toch is gekomen, en bedankt haar uitgebreid in zijn speech, tot ergernis van Ronja. Wanneer Sjors onverwachts vertrekt, gaat Danny achter haar aan en zoenen ze voor het eerst, terwijl Ronja vanaf een afstandje woedend toe kijkt. Deze zoen is het begin van een liefdevolle relatie.
Sjors raakte zwanger. De vraag op dit moment was alleen of Sjors zwanger is van Danny of van Bing, haar ex, met wie ze recentelijk is vreemdgegaan. Danny wil ondanks dat hij erachter is gekomen dat Sjors is vreemdgegaan doorgaan met de relatie, ondanks dat hij er heel erg moeite mee heeft. Hij doet haar zelfs een huwelijksaanzoek, maar zij wijst dit af. Hierna gaat deze relatie echt uit. Danny heeft er veel moeite mee om over de relatie heen te komen, hij was ten slotte nog steeds verliefd op Sjors. Hij stort zich op zijn werk, dat hij toch in zijn eentje moet doen, omdat Noud niet mag werken.
Door zijn werk komt hij ook aan een aantal klussen in de Rozenboom. Wanneer hij een douche moet repareren in kamer 113, valt Maximes oog op hem. Ze verleid hem en ze gaan met elkaar naar bed. Dit is het begin van een relatie waarin Danny en Maxime allebei hun problemen kunnen verwerken. Danny krijgt van Maxime een naaktschilderij dat ze voor hem gemaakt heeft, en hierna beginnen ze een vriendschap te ontwikkelen. Ook koopt Maxime een zeldzaam, kostbaar boek voor Danny, wat hem de indruk geeft dat zij verliefd op hem is. Niet lang hierna wil Danny de relatie stopzetten, omdat hij het idee heeft dat Maxime meer wil. Ze krijgen ruzie en Maxime vertrekt. Later komt ze terug en bedankt hem voor de tijd die ze samen gedeeld hebben. Danny beaamt dit en stelt voor dat ze vrienden blijven. Maxime stemt toe.
Danny, Bing en Jack horen op een gegeven moment dat de boot waar Sjors op zat te rusten van de kant is gedreven. Ze gaan erachteraan, en net wanneer ze aankomen, horen ze babygehuil en weten ze dat het kindje, Lana, is geboren. Hoewel Lana blank is en blond haar heeft, weigert Bing te accepteren dat Danny waarschijnlijk haar vader is en laat Danny niet bij Lana. Hierop besluiten Sjors en Danny dat er aan DNA-test moet komen, waaruit niet veel later blijkt dat Danny de vader is. Danny en Sjors zorgen om en om voor Lana. Bing helpt niet mee met de opvoeding.
Danny de Jong krijgt een relatie met Charlie. Charlie is de vrouw van Rik de Jong. Charlie gaat met Danny vreemd waardoor Rik en Danny De jong ruzie krijgen. Charlie gaat met Danny naar bed vlak voor het huwelijk. Charlie trouwt wel met Rik, toch komt Rik erachter maar vergeeft Charlie en probeert weer contact te krijgen met Danny, met wie hij het contact had verbroken. Dan gaat Charlie weer vreemd met Danny. Rik betrapt hen bij Charlie. Charlie kiest voor Danny. Danny vraagt of Charlie bij hem gaat wonen in Toko. Charlie accepteert en samen wonen ze in de Toko.
Maar dit is na een aantal weken alweer afgelopen en Charlie komt terug bij Rik. Als Nick Sanders even later terugkomt, krijg Charlie een relatie met hem en samen vertrekken ze uit Meerdijk. Sindsdien raakt hij weer steeds hechter met Maxime Sanders omdat hij als enige gelooft dat ze onschuldig is aan de moordpoging op Janine(waar Nick schuldig aan is). Maxime komt bij hem en Rik wonen. 
Dan komen Nuran Baydar en Aysen Baydar in Meerdijk wonen en Nuran blijkt een relatie te hebben gehad met Danny, waarin Nuran zwanger is geworden, maar het heeft laten weghalen, omdat zij en Danny dat wilden. Aysen is hier nog steeds kwaad over en heeft een hekel aan Danny. Dit loopt uit de hand en  als Aysen stiekem bij Danny binnenkomt krijgen ze ruzie. Aysen duwt in deze ruzie, Danny van de trap, waarna hij op slag dood is. Dit betekent dus dat Aysen Danny heeft vermoord. Tot nu toe denkt  iedereen echter nog dat het een ongeluk was. Dit komt doordat Aysen nadat Danny stierf, alles in scène heeft gezet. Ze trekt de trapleuning los van de muur en gooit een postpakket van de trap zodat het lijkt dat Danny over het postpakket is uitgegleden, zich daarna aan de trapleuning vastgreep en toen viel. 
Hiermee verdwijnt Danny uit de serie.

## Familiebetrekkingen
- Bert de Jong (vader; overleden)
- Maria de Jong (moeder; overleden)
- Rik de Jong (broer)
- Daan Stern (halfbroer)
- Job Zonneveld (neefje)
- Rikki de Jong (nichtje)
- Bram Bouwhuis (achterneefje)
- Teddy Kramer (achternichtje)
- Anita Dendermonde (2002-2006, 2008-2009) (schoonzus)

### Kinderen
- Geslacht onbekend (abortus, met Nuran Baydar)
- Lana de Jong (dochter, met Sjors Langeveld)